# Trioly
Trioly jsou trojsytné alkoholy, v širším slova smyslu se sem řadí všechny hydroxylové deriváty uhlovodíků obsahující 3 hydroxylové skupiny, tedy i benzentrioly.

## Přehled
- glycerol – nejvýznamnější triol, ve formě esterů s mastnými kyselinami je součástí tuků.
- pyrogallol – patří mezi benzentrioly (aromatické trioly)